# Girolama Monti
Girolama Monti, född okänt år, död efter 1769, var en nederländsk (ursprungligen italiensk) dansare. 
Hon var engagerad som dansös vid Amsterdamse Schouwburg från 1760 till åtminstone 1769 (och troligen till 1772, eftersom dokumentationen fattas 1770-72). Hon var teaterns främsta dansös och en uppmärksammad artist. Hon var föremål för skandaler och omskriven. Bland hennes elever fanns Johanna van der Stel. 